# Sideroxylon st-johnianum
Sideroxylon st-johnianum är en tvåhjärtbladig växtart som först beskrevs av Herman Johannes Lam och B.Meeuse, och fick sitt nu gällande namn av Jenny E.E. Smedmark och Arne A. Anderberg. Sideroxylon st-johnianum ingår i släktet Sideroxylon och familjen Sapotaceae. Inga underarter finns listade i Catalogue of Life.